# Associazione Sportiva Casale 1939-1940
Questa voce raccoglie le informazioni riguardanti l'Associazione Sportiva Casale nelle competizioni ufficiali della stagione 1939-1940.

## Rosa
| N. |                   | Ruolo | Calciatore           |
| -- | ----------------- | ----- | -------------------- |
|    | Italia (bandiera) | D     | V. Ambrosino         |
|    | Italia (bandiera) | C     | Luigi Barbano        |
|    | Italia (bandiera) | C     | Osvaldo Bobba        |
|    | Italia (bandiera) | A     | Eugenio Calleri      |
|    | Italia (bandiera) | C     | Giancarlo Castelli   |
|    | Italia (bandiera) | A     | E. Cavalli           |
|    | Italia (bandiera) | P     | Filippo Cavalli      |
|    | Italia (bandiera) | C     | B. Deambrogio        |
|    | Italia (bandiera) | D     | Giovanni De Giovanni |
|    | Italia (bandiera) | C     | Francesco Ferrero    |
|    | Italia (bandiera) | C     | Emilio Forlano       |
|    | Italia (bandiera) | A     | G. Giordano          |
|    | Italia (bandiera) | D     | Renzo Guzzo          |

| N. |                   | Ruolo | Calciatore         |
| -- | ----------------- | ----- | ------------------ |
|    | Italia (bandiera) | A     | Mario Lauro        |
|    | Italia (bandiera) | C     | Attilio Leporati   |
|    | Italia (bandiera) | D     | Augusto Olliaro    |
|    | Italia (bandiera) | C     | Umberto Paludetto  |
|    | Italia (bandiera) | C     | P. Pavese          |
|    | Italia (bandiera) | D     | F. Proy            |
|    | Italia (bandiera) | C     | P. Provera         |
|    | Italia (bandiera) | A     | Luigi Pusineri     |
|    | Italia (bandiera) | P     | Attilio Rampa      |
|    | Italia (bandiera) | A     | Angelo Schiavetta  |
|    | Italia (bandiera) | A     | A. Sepia           |
|    | Italia (bandiera) | C     | Armando Todeschini |
|    | Italia (bandiera) | D     | Agostino Torassa   |

## Risultati

### Serie C

#### Girone D

##### Girone di andata
| Genova 24 settembre 1939 1ª giornata | Andrea Doria | 2 – 2 referto | Casale |  |

| Casale Monferrato 1 ottobre 1939 2ª giornata | Casale | 5 – 0 referto | Dop. Agricolo Albenga | Stadio Natale Palli |

| Pontedecimo 8 ottobre 1939 3ª giornata | Valpolcevera | 2 – 1 referto | Casale |  |

| Casale Monferrato 15 ottobre 1939 4ª giornata | Casale | 1 – 1 referto | Saviglianese | Stadio Natale Palli |

| Savona 22 ottobre 1939 5ª giornata | Savona | 1 – 2 referto | Casale |  |

| Casale Monferrato 29 ottobre 1939 6ª giornata | Casale | 1 – 0 referto | Tigullia | Stadio Natale Palli |

| Asti 5 novembre 1939 7ª giornata | Asti | 1 – 1 referto | Casale |  |

| Casale Monferrato 19 novembre 1939 8ª giornata | Casale | 1 – 1 referto | Acqui | Stadio Natale Palli |

| 3 dicembre 1939 9ª giornata |  | – Turno di riposo |  |  |

| Casale Monferrato 10 dicembre 1939 10ª giornata | Casale | 5 – 1 referto | Littorio Rivarolo | Stadio Natale Palli |

| Cuneo 17 dicembre 1939 11ª giornata | Cuneo | 1 – 1 referto | Casale |  |

| Casale Monferrato 31 dicembre 1939 12ª giornata | Casale | 2 – 2 referto | Vado | Stadio Natale Palli |

| Chiavari 7 gennaio 1940 13ª giornata | Entella | 1 – 1 referto | Casale |  |

| Pinerolo 14 gennaio 1940 14ª giornata | Pinerolo | 2 – 0 referto | Casale |  |

| Casale Monferrato 21 gennaio 1940 15ª giornata | Casale | 0 – 0 referto | Manlio Cavagnaro | Stadio Natale Palli |

##### Girone di ritorno
| Casale Monferrato 28 gennaio 1940 16ª giornata | Casale | 4 – 1 referto | Andrea Doria | Stadio Natale Palli |

| Albenga 4 marzo 1940 17ª giornata | Albenga | 2 – 3 referto | Casale |  |

| Casale Monferrato 11 febbraio 1940 18ª giornata | Casale | 0 – 2 referto | Valpolcevera | Stadio Natale Palli |

| Savigliano 18 febbraio 1940 19ª giornata | Saviglianese | 1 – 0 referto | Casale |  |

| Casale Monferrato 25 febbraio 1940 20ª giornata | Casale | 1 – 1 referto | Savona | Stadio Natale Palli |

| Rapallo 10 marzo 1940 21ª giornata | Tigullia | 0 – 2 referto | Casale |  |

| Casale Monferrato 17 marzo 1940 22ª giornata | Casale | 0 – 0 referto | Asti | Stadio Natale Palli |

| Acqui Terme 24 marzo 1940 23ª giornata | Acqui | 2 – 3 referto | Casale |  |

| 31 marzo 1940 24ª giornata |  | – Turno di riposo |  |  |

| Rivarolo Ligure 7 aprile 1940 25ª giornata | Littorio Rivarolo | 2 – 0 referto | Casale |  |

| Casale Monferrato 21 aprile 1940 26ª giornata | Casale | 1 – 0 referto | Cuneo | Stadio Natale Palli |

| Vado Ligure 28 aprile 1940 27ª giornata | Vado | 0 – 2 referto | Casale |  |

| Casale Monferrato 12 maggio 1940 28ª giornata | Casale | 2 – 0 referto | Entella | Stadio Natale Palli |

| Casale Monferrato 19 maggio 1940 29ª giornata | Casale | 3 – 2 referto | Pinerolo | Stadio Natale Palli |

| Sestri Ponente 26 maggio 1940 30ª giornata | Manlio Cavagnaro | 1 – 0 referto | Casale |  |

### Coppa Italia
| Asti 3 settembre 1939 Qualificazioni | Asti | 1 – 1 (d.t.s.) referto | Casale |  |

| Casale Monferrato 7 settembre 1939 Qualificazioni (ripetizione) | Casale | 2 – 0 A tav. per forfait referto | Asti | Stadio Natale Palli |

| Biella 10 settembre 1939 Primo turno | Biellese | 2 – 0 referto | Casale |  |